# Parablennius dialloi
Parablennius dialloi — вид риб з родини Собачкові (Blenniidae), що поширений у східній та центральній Атлантиці від Кабо-Верде до Намібе, Ангола. Морська демерсальна тропічна риба.